# Головкин, Михаил Гаврилович
Граф Михаи́л Гаври́лович Головки́н (1699 — 1754, Ярмонг на Колыме) — русский дипломат, сын петровского канцлера, женатый на двоюродной сестре императрицы Анны Иоанновны. Вице-канцлер, начальник Монетной канцелярии, в 1740–1741 годах кабинет-министр, затем до конца жизни в ссылке.

## Жизнь при дворе
В 1712 году был отправлен за границу для обучения. Через десять лет исполнял посольские обязанности при прусском дворе в Берлине. При Анне Иоанновне — сенатор, надзирал за Монетным двором и Монетной канцелярией. «Любимец своего отца, очень красивый и прекрасно воспитанный, Михаил имел быстрый и блестящий успех», — вспоминал о дяде Ф. Г. Головкин. Однако после смерти отца он не попал в Кабинет министров, чем очень оскорбился и по сути самоустранился от ведения дел.
При Анне Леопольдовне — вице-канцлер по внутренним делам, один из самых могущественных людей в государстве. Конфликтовал с Минихом и Остерманом, во время свержения Бирона сказался больным, чтобы не появляться во дворце. Пользовался большим доверием правительницы и советовал ей объявить себя императрицей, а Елизавету Петровну сразу после коронации заключить в монастырь. По утверждению Фёдора Головкина

Он изложил свой проект письменно и послал его с доверенным лицом, неким Грюнштейном, во дворец. Но этот человек был подкуплен и начал с того, что передал пакет Елисавете, которая, прочитав и запечатав его снова тщательно, послала его правительнице.
— 

## Жизнь в Сибири
Пока Анна Леопольдовна праздновала в Петербурге именины своей дочери, заговорщики решились на выступление и в ночь с 24 на 25 ноября 1741 года Головкин был арестован. Предан суду, признан виновным в измене, приговорён к смерти. Елизавета Петровна заменила Головкину смертный приговор вечной ссылкой в Германг (иначе Ярмонг). Жена, Екатерина Ивановна, была признана невиновной, ей разрешалось жить, где она пожелает, но верная супруга выбрала ссылку с мужем.
Всё имущество Головкиных было конфисковано и роздано фаворитом новой государыни. «Обоих супругов обездолили до такой степени, что старик Чернышёв, отец трёх сыновей, ставших впоследствии знаменитыми, с трудом и рискуя собственною свободою, добился того, чтобы им дали овечий тулуп и двадцать два рубля деньгами». До Иркутска ссыльных сопровождал офицер М. В. Берг.
Бывший граф Головкин провёл в ссылке около 13 лет. Имел право выйти из дома только в сопровождении двух вооружённых солдат. Каждое воскресенье являлся в приходскую церковь. Раз в год был обязан выслушивать «какую-то бумагу, а за ней увещевание священника».
Умер Михаил Гаврилович в 1754 году. Павел Карабанов утверждал, что Головкина задушили собственные слуги, которым надоело прозябать на краю света. Жена похоронила его в сенях домика, в котором они жили, превратив его в часовню. Через год ей было разрешено вернуться в Москву. Екатерина Ивановна привезла с собой тело мужа и похоронила в Георгиевском монастыре.

Г-жа Головкина мне потом часто рассказывала, как они сначала питались дикими кореньями и малоизвестными снадобьями, которые им доставляли шаманы, или жрецы кочующих в этих обширных и пустынных странах инородцев; её муж вскоре скончался, но ей с помощью преданных слуг удалось набальзамировать его труп и сохранить его в землянке, которую они выкопали.

## Оценки
К. Валишевский характеризует Головкина-младшего как «полное ничтожество… которое можно было купить за пятьдесят тысяч». В то же время по характеристике М. И. Пыляева
Граф М. Головкин был истинный патриот и искусный министр, ненавидел Бирона и Остермана, имел хорошее образование, отличался прямотой, добрым сердцем и большим гостеприимством, но любил предаваться лени и неге и иногда не был чужд гордости, упрямства, настойчивости и злости.